# اد اونیل
ادوارد لئونارد "اد" اونیل (به انگلیسی: Edward Leonard "Ed" O'Neill) یک بازیگر تلویزیونی و سینمایی آمریکایی است.

## فیلم‌شناسی
او بیشتر برای بازی در نقش پدر بزرگ خانواده، جی پریجت در مجموعه تلویزیونی خانواده امروزی که از شبکه ای‌بی‌سی پخش می‌شود، شناخته شده است که برای بازی در این نقش تاکنون سه بار نامزد دربافت جایزه امی و سه باز هم موفق به دریافت جایزه انجمن بازیگران فیلم شد..
از فیلم‌های معروف او می‌توان به بازی در فیلم اعداد شانس، گشت زنی، جهان وین ۲، کمربند قرمز، رقابت خواهر و برادر و زندانی اسپانیایی اشاره کرد.